# Муравьёв, Дмитрий Максимович
Дмитрий Максимович Муравьёв (26.01[08.02].1912, Санкт-Петербург — 28.02.1987, Ленинград), инженер-строитель. Один из руководителей строительства Норильского комбината и города Норильска. 3аслуженный строитель РСФСР (1963).

Могила Муравьёва на Богословском кладбище Санкт-Петербурга.

## Биография
Окончил Ленинградский инженерно-строительный институт (1934). В 1933—1940 работал в НИИ коммунального хозяйства, в транспортном управлении Ленсовета и в проектном институте.
В 1940—1975 жил и работал в Норильске. С 1940 г. инженер проектного отдела Норильского комбината.
С июня 1962 по февраль 1972 начальник Управления строительства Норильского комбината.
Лауреат Ленинской премии 1966 года.
3аслуженный строитель РСФСР (1963).
Похоронен на Богословском кладбище Санкт-Петербурга.